# Wavelength (canción)
«Wavelength» es una canción del músico norirlandés Van Morrison publicada en el álbum de 1978 Wavelength y como sencillo el mismo año. La canción alcanzó el puesto 42 en la lista de sencillos de Billboard.
La mayor contribución musical de la canción fue realizada por Peter Bardens, quien tocó el sintetizador. Fue un tema popular en los conciertos de finales de la década de los setenta, con la formación de una nueva banda para promocionar el álbum. Brian Hinton describió «Wavelength» como «una canción de amor sobre la misteriosa y tácita comunicación en una pareja», y hace referencia a los años de la adolescencia de Van Morrison en los que solía escuchar Voice of America y los sonidos de sus artistas favoritos, tales como Ray Charles cantando "Come Back Baby, Come Back".
«Wavelength» fue clasificada en el puesto 253 del libro de Dave Marsh The Heart of Rock and Soul, The 1001 Greatest Singles Ever.
El tema fue publicado en el DVD en directo Live at Montreux 1980/1974, en el video de 1981 Van Morrison in Ireland y en el álbum recopilatorio de 2007 Still on Top - The Greatest Hits.

## Personal
- Van Morrison: guitarra acústica, saxofón alto y voz
- Peter Bardens: sintetizador, piano y órgano
- Ginger Blake: coros
- Laura Creamer: coros
- Linda Dillard: coros
- Mickey Feat: bajo
- Bobby Tench: guitarra y coros
- Peter Van Hooke: batería